# 回転式拳銃

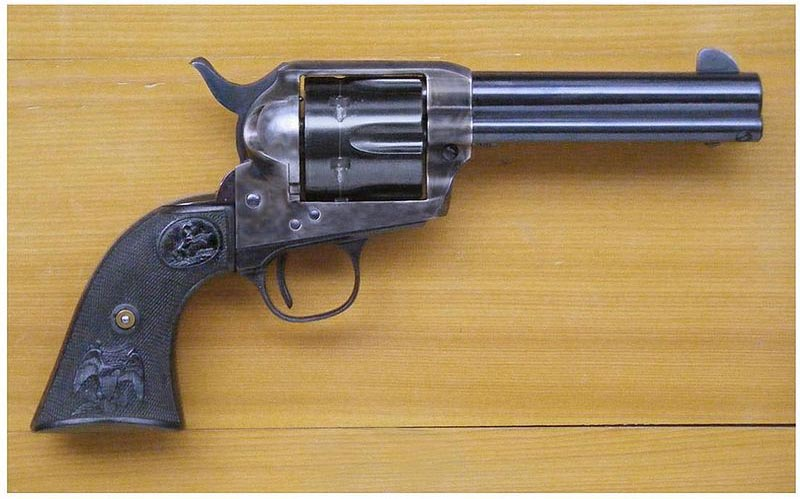
コルト・シングル・アクション・アーミー

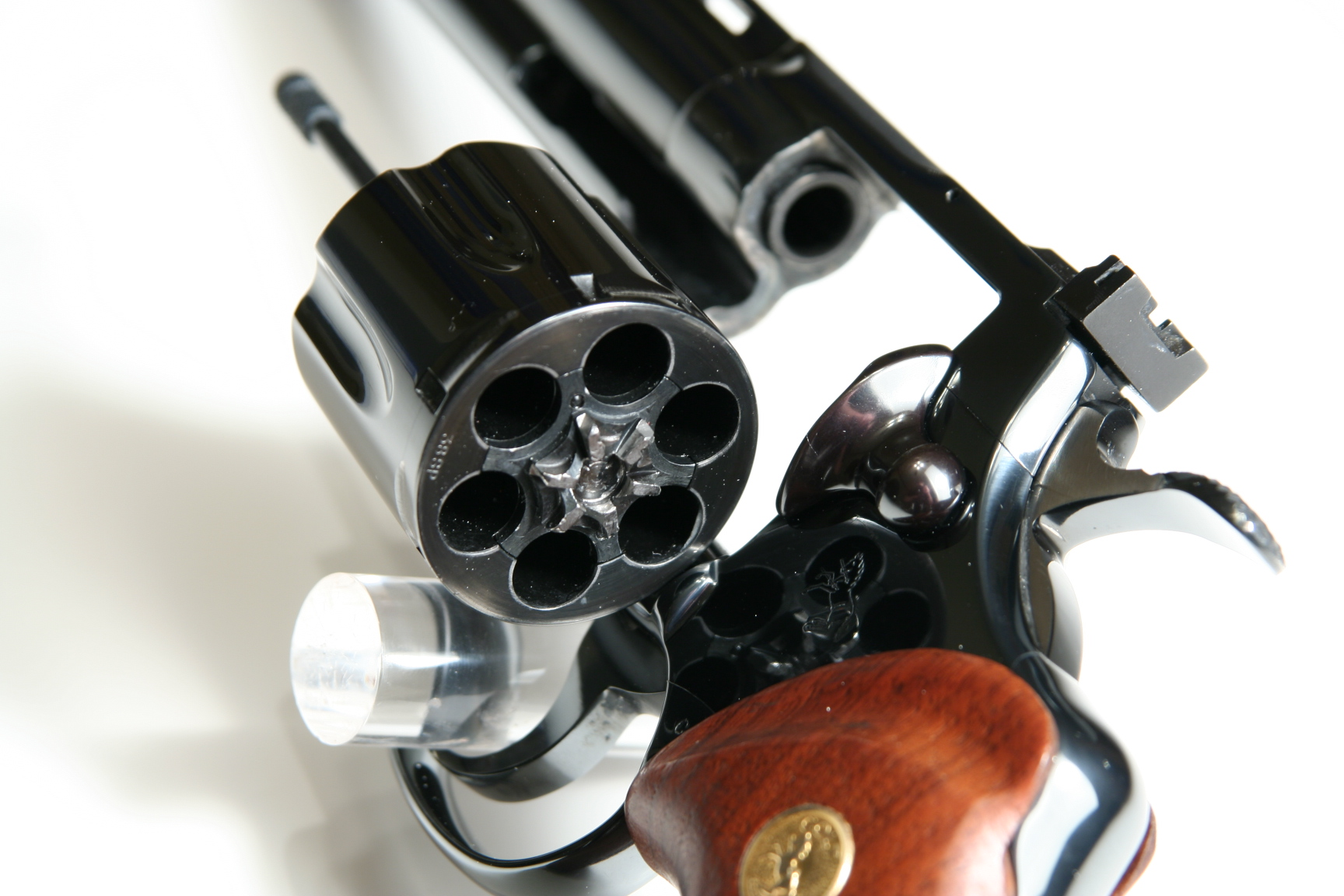
コルト・パイソン。「シリンダー」と呼ばれる部品を左に振り出したところ。

回転式拳銃（かいてんしきけんじゅう、英: revolver）とは、回転するチャンバーによって、弾を再装填しなくても数発撃てるピストルのこと。小銃の場合は回転式小銃（かいてんしきしょうじゅう）と言う。

## 概説
チャンバー（薬室）が複数、つまり弾を入れる穴が複数あけられた回転式シリンダー（回転式弾倉）を備え、あらかじめまとめて数発分の弾を装填しておくことができ、弾をいちいち再装填せずとも、つづけざまに撃つことができる銃である。連発式の銃としては比較的初期に開発された方式で、今なお生産販売が続く現役の構造の拳銃である。
リボルバーはシリンダーを開放させる方式で、振出式（スイングアウト） / 中折れ式（トップブレイク） /  固定式（ソリッドフレーム）に大別できる。→#分類
リボルバーの作動方式は数種類ある。撃鉄（ハンマー）を引き起こして引き金（トリガー）を引く方式（シングルアクション）か、引き金だけを引き絞って発砲する方式（ダブルアクション）のいずれかがほとんどだが、これらは全て手動で行う。また、少数ながら、発砲の反動などを利用して弾倉を回転させハンマーを自動でコックする「オートマチック・リボルバー」と呼ばれる機種も存在する。
装弾数については大抵のモデルで5-6発だが、80年代からは装弾数が7発や8発の製品も増えている。.22LRなど小口径弾を使用するモデルの一部には装弾数が10発以上のものもある。
リボルバー方式は、発砲時の高圧力を受け止める薬室部分を複数備えることで重量が嵩むのが難点だが、現代では拳銃の他、弾薬が大型の割に低腔圧なグレネードランチャーにいくつか採用例があり、ホーク MM-1などは12連発にも及ぶ。

## 分類

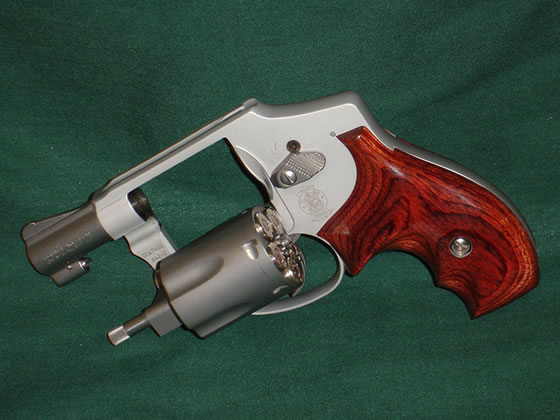
スイングアウトの一例
S&W M642。シリンダーラッチレバーを“引いて開ける”コルト式に対し、スミス&ウェッソン式は“押して開ける”

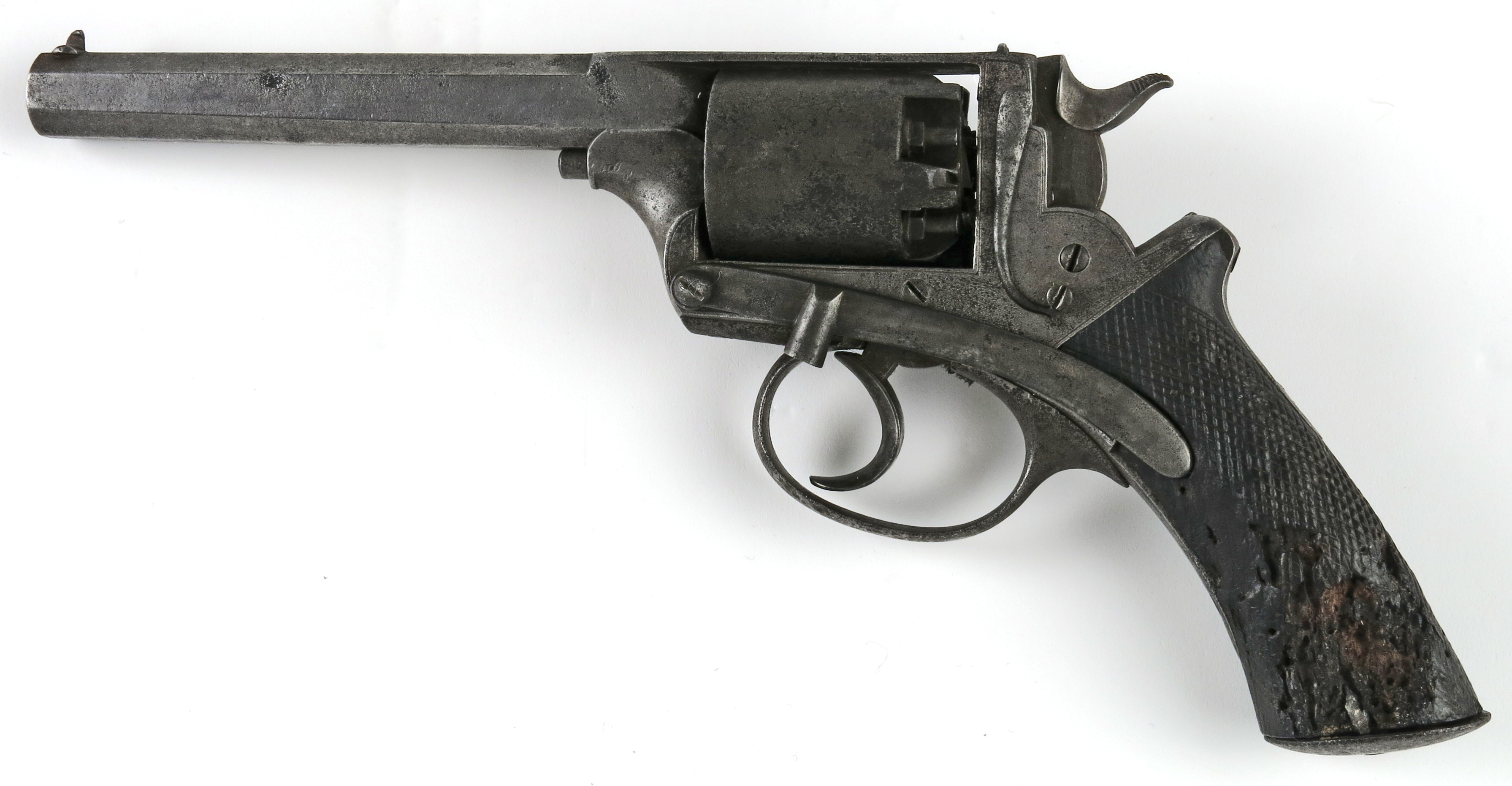
ソリッドフレームの一例
パーカッション式

振出式（スイングアウト）
現在の回転式拳銃で最も普及している方式。フレームからシリンダーを横に振り出して弾を込める。装填の容易さとフレームの堅牢性をある程度は両立している。
シリンダーの振り出し方向は基本的には（重力に逆らわず、かつ右利き射手の身体の正面に来る）左下だが、右下に振り出すモデル 1892 リボルバー や上に振り出すマテバ 2006Mのような例外もある。

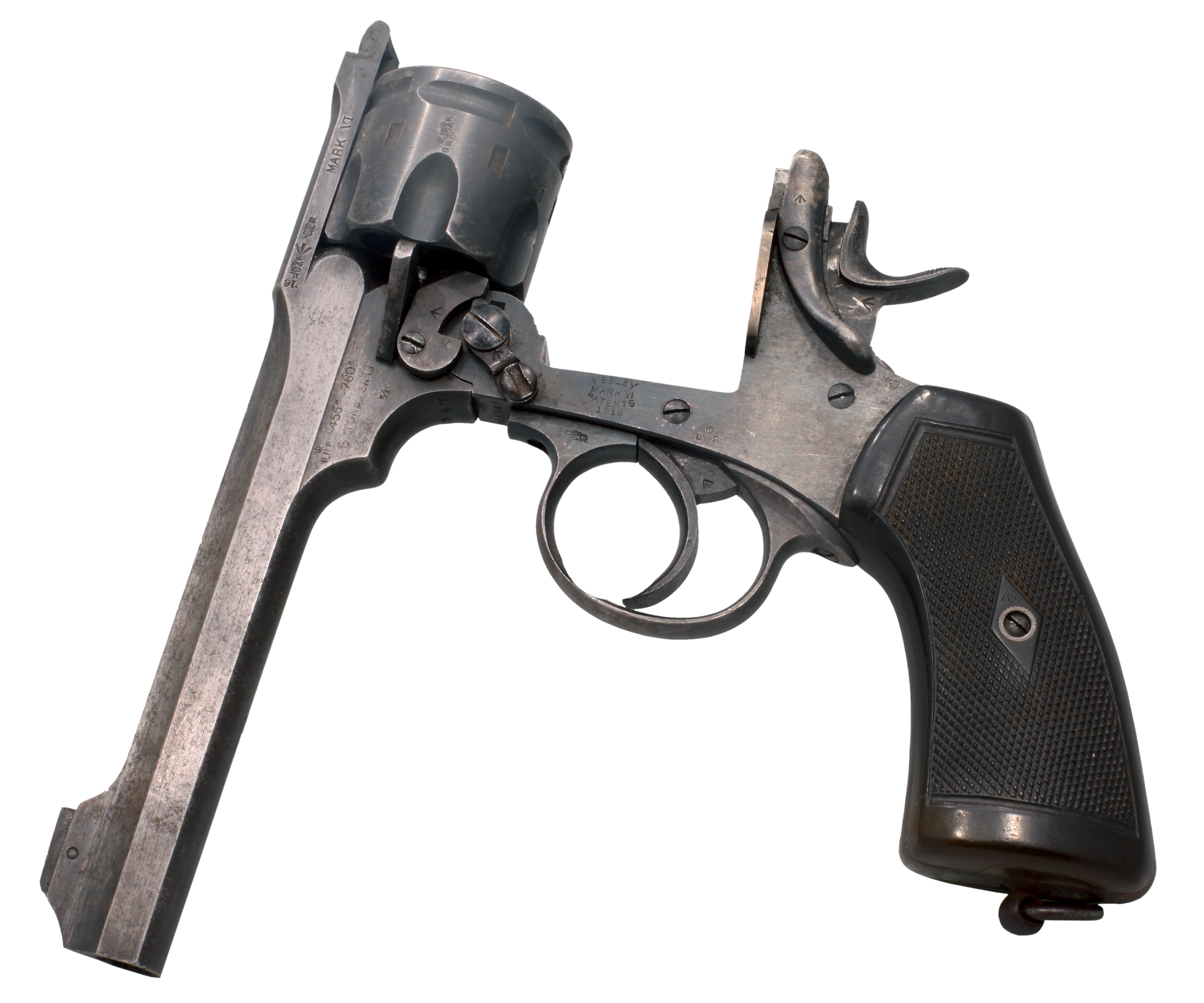
トップブレイクの一例
ウェブリー・リボルバー 6793

中折れ式（トップブレイク）
銃身あるいは銃身と回転輪胴を上向きまたは下向きに折り曲げる方式。折り曲げるとエジェクターが全弾を排莢し、再装填をする。
金属薬莢黎明期から20世紀中頃まで流行した形式だった。フレームと銃身を固定するラッチという部品が発砲時の衝撃で緩みやすくなり、無煙火薬を使う弾丸や強装弾の圧力に耐えられない事実によりスイングアウト式の銃等に取って代わられた。近年、バイカル・モデルMP411 パティナやバイカル・モデルMP412がロシアで民間向けに開発された。
固定式（ソリッドフレーム）
文字通りシリンダーが固定されている方式。西部開拓時代のリボルバー（パーカッション式拳銃やそのコンバージョンガン、コルトSAA）、19世紀後半から両世界大戦期にかけての軍用リボルバー（ドイツのライヒスリボルバー、スイスのM1872・M1882、ナガンM1895）、安物のサタデーナイトスペシャルに多い。
振り出しや中折れができないため、再装填は銃後部のローディングゲートと呼ばれる場所から空薬莢を一発ずつ捨て、それからまた一発ずつ次弾を装填するか、シリンダーそのものを取り外して装填する。
このため、再装填に長い時間がかかるが、構造が単純なぶん堅牢性は非常に高く、通常より威力の高い弾を使用することができ（ライフル用マグナム弾を使用するパイファーツェリスカなど）、部品点数が少ないことから、分解、洗浄、部品交換も比較的容易である。

## 歴史

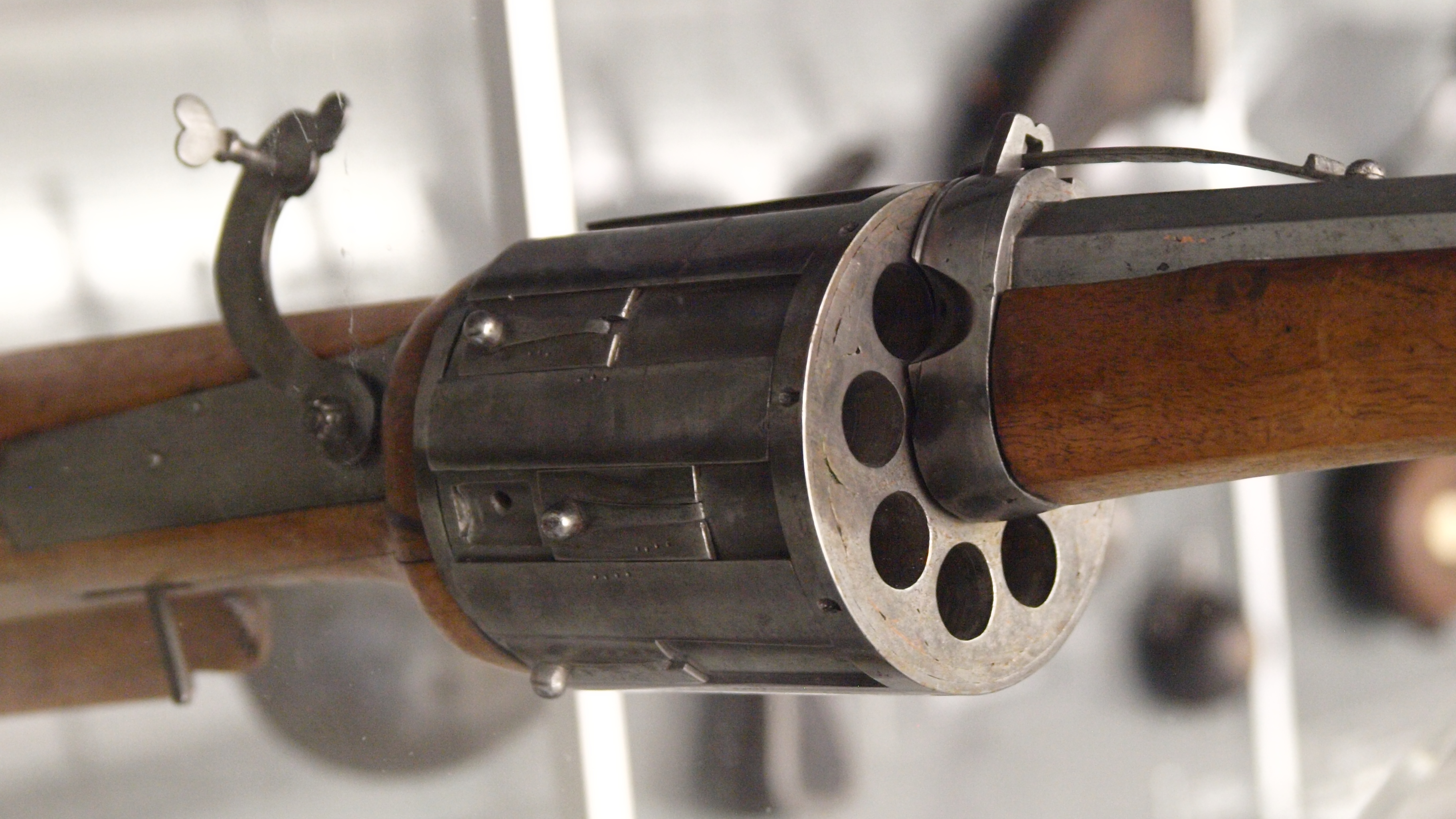
最初期のリボルバーの一例。8連発 マッチロック式小銃（ドイツ 1580年頃）

連発銃としての起源は古く既に16世紀には存在していた。ノルウェーのマイハウゲン博物館に1597年のドイツ製フリントロック8連発のリボルバーが現存している。しかしこのような極初期のリボルバーは撃鉄（ハンマー）とシリンダーを別々に操作する必要があった。信頼性も低く高価であり、実用品ではなくどちらかといえば貴族のステータスシンボルとして飾られていたという。

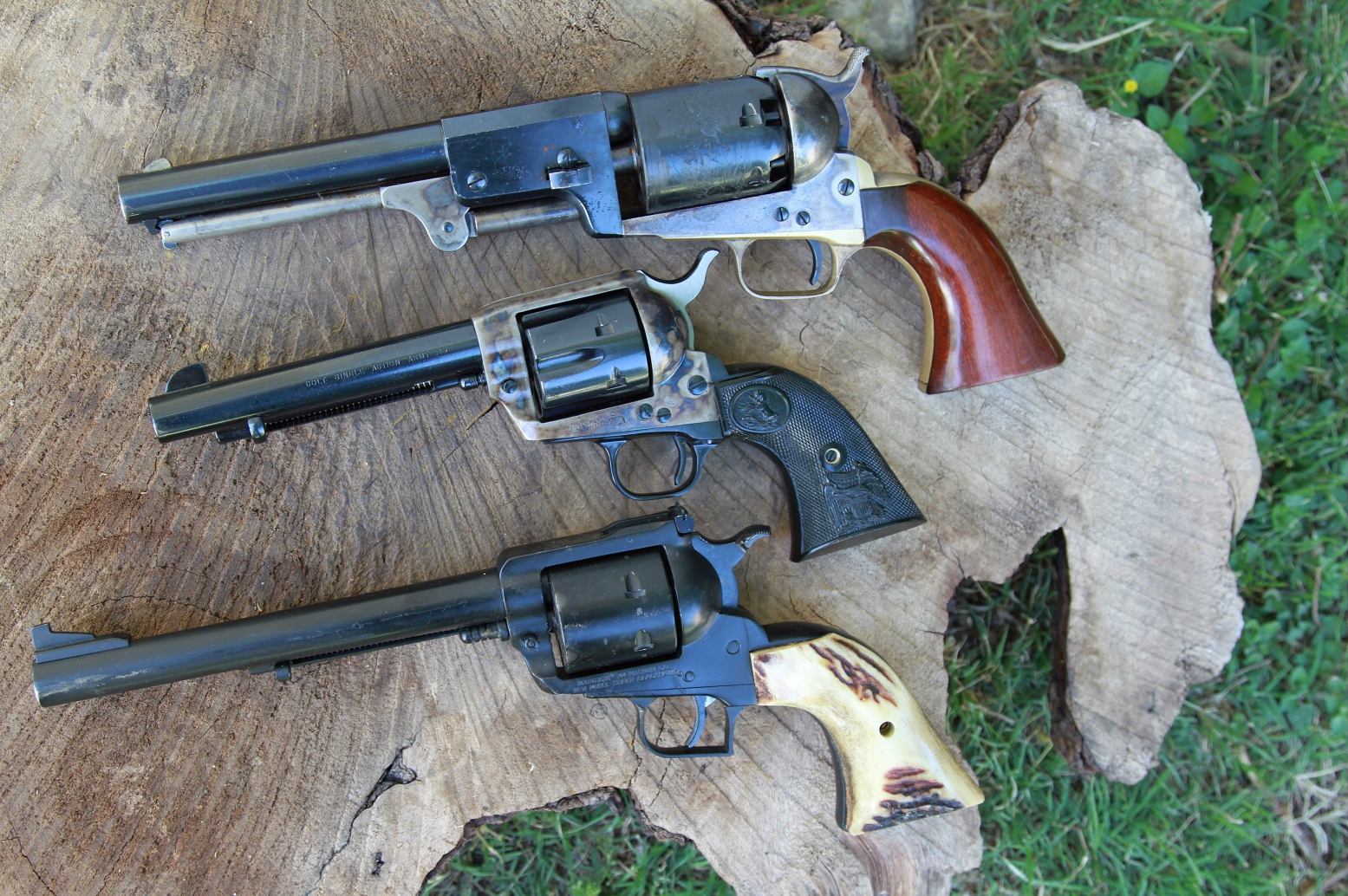
上：コルトM1848（通称Dragoon、1847年～）のレプリカ、中段：Colt Single Action Army Model 1873年～、下：Ruger (New Model) Super Blackhawk（20世紀中期～後期）

リボルバーを普及させたのはアメリカで水夫をしていたサミュエル・コルトである。サミュエルはハンマーを起こすと同時にシリンダーが連動して回転する機構（シングルアクション）で1836年特許を取った。初期のリボルバーは、弾丸・火薬・雷管を別々に装填するパーカッションロック式であった。1857年、S&W（スミス&ウェッソン）によって金属薬莢を使う実包（メタリックカートリッジ）が開発されるとパーカッション式は駆逐されていった（ただし、特許問題でS&W以外は1869年までメタリックカートリッジを使う回転式拳銃を新規に製造出来なかった。そのための抜け道としてS&Wのパテント失効前には、南北戦争時代の旧式パーカッションリボルバーをメタリックカートリッジ仕様に改造したコンバージョンガンも多く作られた）。19世紀中期から後期にはダブルアクション機構を搭載した製品も普及し、リボルバーの基本構造は完成の域に達した。
20世紀初期にはリボルバーとは異なる方式の連発式銃の自動拳銃（オートマチック）が普及し始めた。軍隊ではリボルバーからオートマチックへの転換が進んだが、構造的信頼性の高さ・ダブルアクションによる安全性と即応性の高さ・二次被害を防ぐ事のできるソフトポイント弾との相性の良さなどリボルバーの利点も多く、欧米の警察などの法執行機関では引き続き多く採用された。オートマチックとの差別化を図って大口径カートリッジを使用した製品も多くなっていった。しかし犯罪者の重武装化や、前述のリボルバーの利点となる部分がオートマチックにも兼ね備えられていくに伴い、90年代を境に多弾数のオートマチックを採用する警察が各国でも増え、欧米の警察ではリボルバーは姿を消していった。
欧米の警察・軍隊ではほぼ使われなくなったリボルバーだが、民間の護身用拳銃としては今も現役である。オートマチックより優れた利点や構造を生かし、2018年現在でもユニークなコンセプトの新製品が各社から発売されている。アメリカのダン・ウェッソン・リボルバーや、フランスのマニューリンMR93、MR96などのように、特殊工具を使用することで銃身が交換できる製品もある。
20世紀中盤以降のリボルバーは、ほぼアメリカのメーカーにより開発、改良がされている。特に、コルトとスミス＆ウェッソン（S&W）の2大メーカーはライバル関係として知られている。片方がある銃を開発すればそれを意識した銃を開発し、銃の部品名がことごとく違ったり、構造もシリンダーの回転方向もライフリングの回転方向も正反対であったりする。スターム・ルガーは、後発ながらもスタームルガー・ブラックホークなど、安価だが堅実な構造のリボルバーで人気を博し、こちらも一大メーカーとなっている。

## 構造とその優劣
構造は簡便かつ頑丈である。このため、マグナム弾等の強装弾を使用できる機種も多い。
安全機構
かつてのリボルバーには安全機構が無いに等しかったが後に様々な安全機構が開発されることになった。まず「ハンマーブロック」という方法が考案され、これは撃鉄と雷管の間が通常はブロックされ、引き金を引いた時のみこの機能が解除され撃てるようになるというものである。一方スターム・ルガー社は、「トランスファー・バー」という方法を自社のリボルバーに採用した。これは、通常は撃針が前進しても雷管を打つ撃針には接触しないようになっており、引き金を引いた時のみ中継用のバーがせり上がって間隙を塞ぎ、雷管に打撃を伝えられるようになるという、ハンマーブロックとは逆の発想である。ただし、トランスファー・バーはスターム・ルガーの特許ではないため、今日のリボルバーはほぼ全てがどちらかの安全機構が搭載されている。リボルバーの特徴として、引き金を引かなければ発射できない「内部安全装置」こそあれ、外部から操作する「手動安全装置（マニュアル・セイフティ）」は基本的に搭載されていない。銃把を握り込むと解除されるグリップセーフティー（スミス&ウェッソン・ハンマーレス）、自動銃並みのセーフティーレバー（ライヒスリボルバー、ウェブリー＝フォスベリー・オートマチック・リボルバー、スチェッキン・OTs-38）など、何らかの形の安全装置を備えた製品も存在するが、少数派にとどまっている。
利点
それ以前の銃、銃身（バレル）がひとつで1発しか装填しておけないような銃（あるいは複数バレルで、本数分しか装填出来ない銃）と比べれば、多数の弾を装填しておけるので、実際の戦闘の場面では相当に有利になった。
また、銃身内で銃弾が詰まる稀な場合を除いて「弾づまり」で全く撃てなくなってしまうということが起きず、オートマチック拳銃と比較して信頼性が高い。オートマチックのようには排莢しないため、ジャム(装弾不良/排莢不良)が発生しない。万一不発が発生しても、撃鉄を起こすかもう一度引き金を引くだけで次弾をすばやく発射できるという利点もある。このようにリボルバーはオートマチックよりマルファンクション(故障)の可能性が原理的に低い為、護身用銃としての人気が根強い。他にもオートマチックあるいはショットガン等、バネの力で弾薬を押し出す弾倉を有する銃器は、リボルバーよりも装弾数を多くできる反面、装弾したまま長期間放置すると、押し込まれた状態に置かれた弾倉バネが縮んで（ヘタって）給弾不良を生じるリスクがある。リボルバーは装弾した即応状態で保管しておける点も護身用として好まれる。
オートマチックは、発射の反作用で作動するため、ほぼ銃に推奨される弾薬以外使用できないが、リボルバーの場合はシリンダーの穴と同じ径であれば、比較的弾薬の融通が利くという利点もある。
欠点

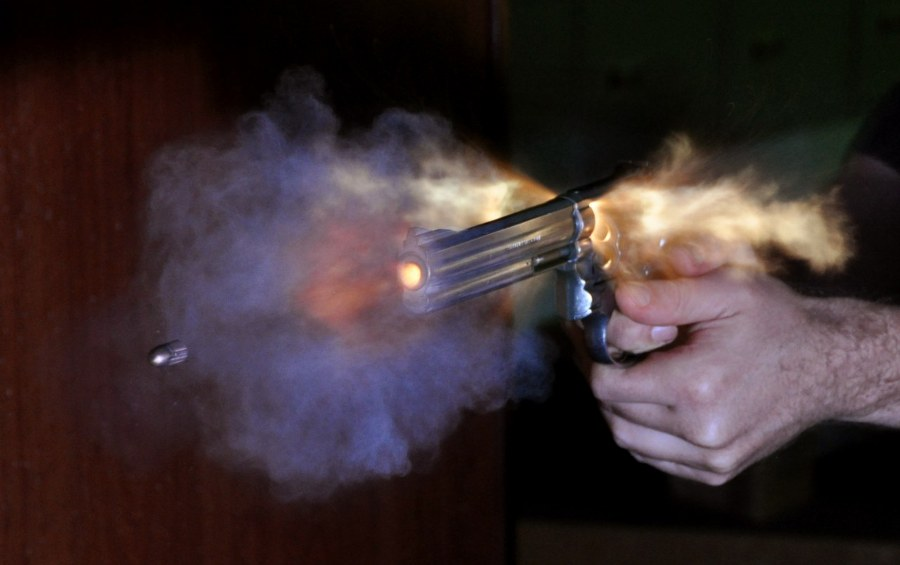
Smith & Wesson Model 686 .38 Specialを撃った様子。シリンダーギャップからガスが横方向に漏れているのがよく判る。リボルバーの欠点のひとつ。

自動式拳銃（オートマチック）に比べると、「装弾数が少ない」「弾薬の再装填に時間がかかる」「銃身と薬室との間に隙間がある」「リムドカートリッジ特有の問題」などの点がある。
再装填時間に関しては、1910年代になると、6発の実包をまとめた円盤形の「ムーンクリップ」と呼ばれる治具（挿弾子）で一気に装填する方法が開発された。またさらに「スピードローダー」と呼ばれる専用の装填器具を用いれば大幅に短縮することができ、それらを活用する場合、再装填時間に関しては自動式拳銃（オートマチック）と比べてさほど遜色はない。
ただしムーンクリップはかさばる上に、歪んで銃へのセットが困難になりやすい欠点があり、これらの軽減のため敢えて3発分の半月型にカットした「ハーフムーンクリップ」が考案された（以前からある6発用はフルムーンクリップと呼ぶようになった）。他にもクリップ厚みの分シリンダー後端のクリアランス差が生じるため、クリップへの薬莢の脱着に手間がかかる点からクリップ対応銃と非対応銃では現実的に弾薬互換性が無い。装弾された薬莢を一度に叩き出すエキストラクターの打撃力がうまく伝わらず機能しないため排莢に手間がかかるなど問題も多く、旧来形式のバラ弾使用リボルバーを駆逐するには至らなかった。スピードローダーならバラ弾を迅速に装弾できるが、ムーンクリップ以上に大きくかさばる。
リボルバーの弾薬は、基本的に薬莢の後端の縁（リム）の直径が大きくなっている古い形態であるリムド・カートリッジを用いる。リムの出っ張りは自動銃の弾倉にセットする際には邪魔になるためリムレス・カートリッジが開発されたが、リボルバーではリムレス弾はシリンダー前方に抜け落ちてしまうため、ムーンクリップを用いなければ装弾は困難である。上述の事情のため、リボルバーには専用のリムド拳銃弾が求められ、アメリカを中心に依然として多種多量に製造流通している。
弾倉が回転する都合上、銃身と薬室との間に隙間（シリンダーギャップ）があり、高温・高圧の発射ガスがそこから漏れてエネルギーのロスが生じ、発射ガスが吹き付けることでフレームが損傷したり弾倉の軸周辺が汚れたりするおそれがあり、発砲音も大きくなる。このためリボルバーに消音器を使用しても減音効果はほとんど期待できない。銃の持ち方によっては、発射ガスで手指を負傷する危険もある。また発射時に銃身内腔と薬室との間で芯ずれ（軸のズレ）が起きる可能性がある。
なお回転輪胴の構造上、排夾不良は起こらないが、遅発（ハングファイアー）に関して危険な面もあり、遅発を不発と思い込んで次弾を発射しようとした時点で当初の弾丸が遅れて発射され、銃身他の前方構造物に当たって危険なことがある。もし不発が起きても次弾を直ぐに発射せずに、射撃姿勢を保ったまま数十秒様子を見るのが肝要である。
そしてパーカッションロック式以前の銃ではシリンダーギャップによるチェーンファイア（発砲炎が隣の薬室に伝火しての暴発）現象も、事故に繋がる重大な問題であった。

## リボルビングライフル

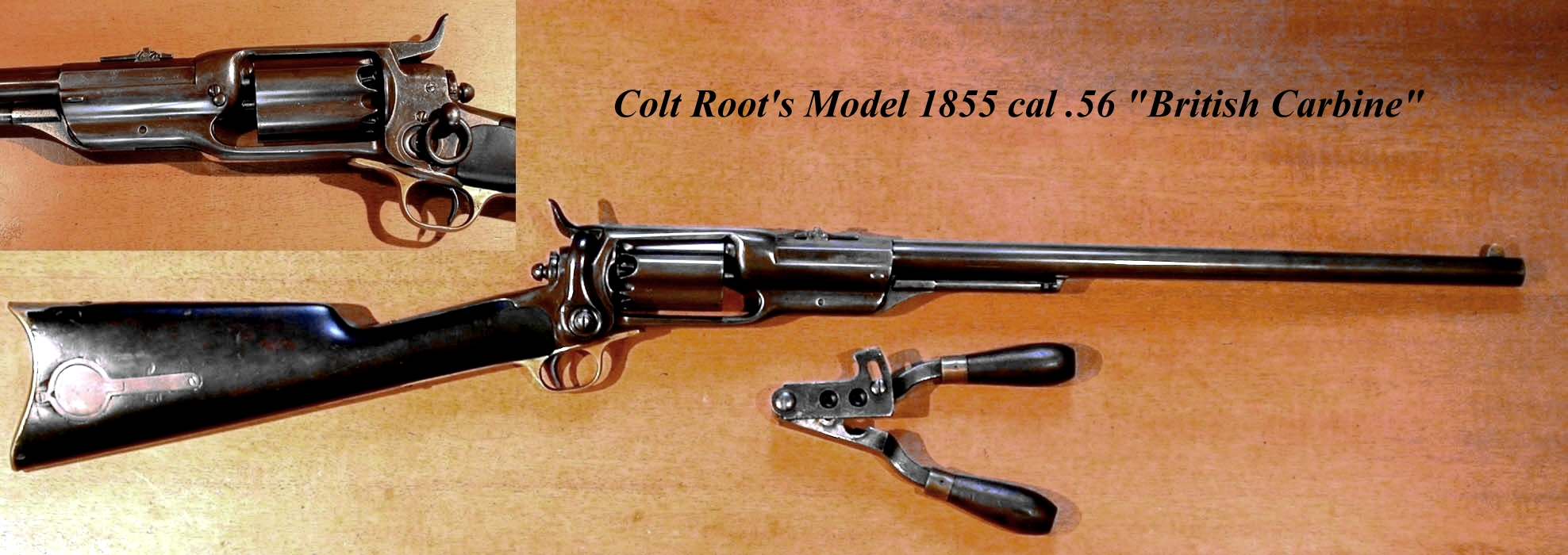
コルトM1855 リボルビングライフル（カービン）

リボルビングライフル（Revolving rifle）は回転式装弾機構を持った小銃の一種。短銃身のカービンタイプ以外は厳密な意味では拳銃ではないが、リボルバーの仲間としてここで解説する。
パーカッション時代になっても小銃サイズの連発式火器は複数銃身を持つ物以外、実用的な銃がなかなか成功しなかった。これを成功した連発機構を持った回転式拳銃をスケールアップすることで解決しようとした試みが、19世紀中頃に誕生したリボルビングライフル（カービン）と呼ばれる火器である。だが、結果的には失敗したカテゴリーの銃となった。
短銃身の回転拳銃に肩当て銃床を取り付けたカービンタイプ（片手で操作可能。または用心鉄かグリップの下にもう片手を添える）はそれなりに機能したのだが、長銃身の小銃を保持するのには片手を銃身の下部に添える必要があるため、シリンダーギャップから前・側方へ噴出する発射ガスがそれを直撃し、火傷を負う問題（よって素手での操作は火傷を覚悟する必要があり、使用時には革手袋が必須となる）を最後まで解決出来なかったためである。
しかし、ウィンチェスターライフルを筆頭とするレバーアクション式ライフルが開発されるまで、これに代わる連発機構もなかったため、一時はコルト等の大手も参入して盛んに製造され、南北戦争ではコカチネット州で北軍大佐になったサミュエル・コルトが、1861年に私費を投入して同社のリボルビングライフルを装備する「コルト第一リボルビングライフル連隊」などという部隊まで編成している。
代表的な銃には、コルト第一連隊の装備にもなったコルトM1855リボルビングライフルがある（各種口径が揃っており、散弾仕様もあった。特に70口径の銃は「エレファントガン」とも呼ばれた）。
メタリックカートリッジ時代になっても、オプションパーツとして回転拳銃をリボルビングカービン化する脱着式ストックが作られている。